# Rudolf Anděl
Rudolf Anděl (29 april 1924, Šumburk nad Desnou - 2 januari 2018, Liberec) was een Tsjechisch historicus, pedagoog en universitair docent. Hij was een van de grondleggers van het moderne onderwijs in Liberec en stond bekend als invloedrijk historicus.

## Biografie
Tot 1972 werkte Anděl aan de faculteit geschiedenis aan de universiteit in Ústí nad Labem. Daarnaast gaf hij les aan de faculteit educatie van de Technische Universiteit in Liberec. Tussen 1972 en 1990 werkte hij op de Bedrijfsacademie en Taalschool Liberec.
In 2008 ontving Anděl de medaille van de stad Liberec en werd hij tot ereburger benoemd. In 2009 ontving hij een gouden plakkaat van de Technische Universiteit van Liberec.

## Publicaties
- Husitství v severních Čechách (Hussitisme in Noord-Bohemen) (1961)
- Hrady, zámky a tvrze v Čechách, na Moravě a ve Slezsku, III. díl: severní Čechy (Kastelen, forten en burchten in Bohemen, Moravië en Silezië, deel III: Noord-Bohemen) (1984)
- Liberecko v době husitského revolučního hnutí (Liberec tijdens de Hussitische revolutionaire beweging)
- Frýdlantsko: minulost a současnost kraje na úpatí Jizerských hor (Frýdlantsko: heden en verleden van de regio onderaan het Jizeragebergte)
- Frýdlant v Čechách: Průvodce historií státního zámku a hradu (Frýdlant in Bohemen: een geschiedenisgids van het kasteel en het regeringsslot)